# Andreas Flick
Andreas Flick (* 1957 in Bonn) ist ein evangelisch-reformierter Theologe, Pastor und Historiker in Celle in Niedersachsen. Er forschte und veröffentlichte bisher insbesondere zur Geschichte der Hugenotten und der Stadt Celle.

## Leben und Wirken
Andreas Flick ist ein Sohn der Politikerin Ursula Flick. Er wuchs in Osnabrück auf und legte am dortigen Ratsgymnasium 1977 das Abitur ab. Anschließend studierte er Theologie in Münster und Osnabrück. Sein Vikariat führte ihn zunächst nach Rinteln, bevor ihn die reformierte Landeskirche als Vakanzvertreter nach Celle versetzte, wo er drei Jahre später als Pastor gewählt wurde. Während seiner Dienstzeit initiierte eine denkmalgerechte Instandsetzung der Hugenottenkirche Celle und der umliegenden Gemeindebauten. Im November 2023 wurde er dort nach über 38 Dienstjahren in den Ruhestand verabschiedet.
Flick setzt sich seit Jahren ein für die Glaubensflüchtlinge der Jesiden, deren mit rund 7000 Personen größte Exil-Gemeinschaft in Celle lebt und ist Weltanschauungsbeauftragter der Evangelisch-reformierten Landeskirche.
Andreas Flick ist weit überregional bekannt durch sein Engagement und seine Veröffentlichungen zur Hugenotten-Geschichte. Sein historisches Interesse entwickelte sich aus der Erforschung der Geschichte seiner eigenen Kirchengemeinde, die 1686 aus der im Umkreis des Celler Herzogshofs gegründeten Französisch-Reformierten Gemeinde hervorging. Flick ist seit 1999 Präsident der Deutschen Hugenotten-Gesellschaft und in dieser Eigenschaft seit 2018 kommissarischer Leiter des Deutschen Hugenottenmuseums in Bad Karlshafen. Seit vielen Jahren ist Flick auch Schriftleiter der Zeitschrift „Hugenotten“. 2004 promovierte er an der Universität Hildesheim mit einer Dissertation zum Leben und Werk des reformierten Erweckungstheologen Theodor Hugues. Flick gibt seine Kenntnisse zur Geschichte der Hugenotten und der Stadt Celle nicht nur schriftlich weiter, sondern leitet auch Stadtführungen in Celle auf den Spuren der Hugenotten und der Herzogin Eléonore d’Olbreuse.
Seit Juni 2023 ist Flick als Nachfolger von Ulrich Kaiser erster Vorsitzender des Museums-Vereins Celle. Flick war bereits zuvor langjährig im Vereinsvorstand und leitete zusammen mit Sabine Maehnert die Redaktion des Vereins-Jahrbuchs „Celler Chronik, Beiträge zur Geschichte und Geographie der Stadt und des Landkreises Celle“.

## Schriften (Auswahl)
- Die Geschichte der Deutsch-Reformierten Gemeinde in Celle. 1709–1805. Von ihren Anfängen bis zum Zusammenschluss mit der Französisch-Reformierten Gemeinde (= Tagungsschriften des Deutschen Hugenotten-Vereins, Nr. 12), Deutscher Hugenottenverein, Bad Karlshafen 1994, ISBN 978-3-930481-00-2 und ISBN 3-930481-00-6
- mit Angelica Hack, Sabine Maehnert: Hugenotten in Celle. Katalog zur Ausstellung im Celler Schloss 9. April–8. Mai 1994, Stadt Celle, Celle 1994, ISBN 978-3-925902-19-2 und ISBN 3-925902-19-8
- mit Sabine Maehnert: Archivbestände der Französisch-Reformierten Gemeinden Lüneburg und Celle sowie der Deutsch-Reformierten Gemeinde Celle. Mit einer geschichtlichen Einleitung und einer Bibliographie (= Geschichtsblätter des Deutschen Hugenotten-Vereins, Bd. 24) (= Kleine Schriften zur Celler Stadtgeschichte, Bd. 1), Deutscher Hugenotten-Verein, Bad Karlshafen 1997, ISBN 978-3-930481-03-3 und ISBN 3-930481-03-0; Stadtarchiv Celle, Celle 1997, ISBN 978-3-925902-26-0
- „Auf Widerspruch waren wir gefaßt …“ Leben und Werk des reformierten Erweckungstheologen Theodor Hugues (= Geschichtsblätter der Deutschen Hugenotten-Gesellschaft, Bd. 38) (= Celler Beiträge zur Landes- und Kulturgeschichte, Bd. 33), zugleich Dissertation 2004 an der Universität Hildesheim, Deutsche Hugenottengesellschaft, Bad Karlshafen 2004, ISBN 978-3-930481-19-4 und ISBN 3-930481-19-7; Stadtarchiv Celle, Celle 1997, ISBN 978-3-925902-54-3 und ISBN 3-925902-54-6; Inhaltsverzeichnis
- mit Albert de Lange (Hrsg.): Von Berlin bis Konstantinopel. Eine Aufsatzsammlung zur Geschichte der Hugenotten und Waldenser (= Geschichtsblätter der Deutschen Hugenotten-Gesellschaft, Bd. 35), hrsg. in Kooperation der Deutschen Hugenotten-Gesellschaft, Bad Karlshafen, mit der Deutschen Waldenservereinigung, Otisheim-Schönenberg und der Johannes-a-Lasco-Bibliothek Emden, Verlag der Deutschen Hugenotten-Gesellschaft, Bad Karlshafen 2001, ISBN 978-3-930481-15-6 und ISBN 3-930481-15-4
- mit Sabine Maehnert (Red.): Beiträge zum 300. Todestag Herzog Georg Wilhelms von Braunschweig-Lüneburg. (1624–1705) (= Celler Chronik, Bd. 12), Hrsg.: Museumsverein Celle e.V., Museumsverein, Celle 2005; Inhaltsverzeichnis
- Andreas Flick et al. (Hrsg.), Götz Mavius (Verf.): Die Evangelisch-reformierten Gemeinden in Stade, Hamburg und Altona. Ihre Pastoren und Kirchen 1588–2007 (= Geschichtsblätter der Deutschen Hugenotten-Gesellschaft,  Bd. 41), Deutsche Hugenotten-Gesellschaft, Bad Karlshafen 2007, ISBN 978-3-930481-23-1 und ISBN 3-930481-23-5; Inhaltsverzeichnis
- mit Walter Schulz (Hrsg.): Von Schweden bis Südafrika. Vorträge der Internationalen Hugenotten-Konferenz in Emden 2006 = From Sweden to South Africa (= Geschichtsblätter der Deutschen Hugenotten-Gesellschaft, Bd. 43), Deutsche Hugenotten-Gesellschaft, Bad Karlshafen 2008, ISBN 978-3-930481-26-2; Inhaltsverzeichnis
- mit Sabine Maehnert (Red.): Beiträge zum 700-jährigen Jubiläum der Stadtkirche St. Marien (= Celler Chronik, Bd. 15), Hrsg.: Museumsverein Celle e.V., Museumsverein, Celle 2008
- 1709 – 1805 – 2009, 300 Jahre Deutsch-Reformierte Gemeinde Celle. Katalog zur Kabinettausstellung im Stadtarchiv Celle, 17. Februar bis 28. April 2009 (= Kleine Schriften zur Celler Stadtgeschichte, Bd. 6), Stadtarchiv Celle, Verlag der Deutschen Hugenottengesellschaft, Celle 2009, ISBN 978-3-925902-67-3 und ISBN 978-3-930481-27-9
- mit Sabine Maehnert, Eckart Rüsch, Norbert Steinau: Die Westceller Vorstadt. Celles barocke Stadterweiterung. Geschichte und Bauten (= Celler Beiträge zur Landes- und Kulturgeschichte, Bd. 40), hrsg. von der Stadt Celle, Stadt Celle, Celle 2010, ISBN 978-3-925902-76-5; Inhaltsverzeichnis
- „Drei Mal mehr Hugenottin … als Französin“? Herzogin Eléonore Desmier d’Olbreuse (1639–1722) (= Kleine Schriften zur Celler Stadtgeschichte Bd. 10) (= Geschichtsblätter der Deutschen Hugenotten-Gesellschaft, Bd. 47), umfassend überarbeitete deutschsprachige Fassung eines an der University of Ulster im Rahmen der fünften internationalen Hugenottenkonferenz in Londonderry (Nordirland) gehaltenen Vortrages, Stadtarchiv Celle, Deutsche Hugenotten-Gesellschaft, Bad Karlshafen 2011, ISBN 978-3-925902-78-9 und ISBN 978-3-930481-33-0; Inhaltsverzeichnis
- mit Jochen Desel (Verf.), Nadine Kaminski (Bearb.): „Franzosen up’n Dorpe.“ Hugenotten und Waldenser in Carlsdorf, Gewissensruh, Gottstreu, Kelze, Leckringhausen, Mariendorf, St. Ottilien und Schöneberg (= Geschichtsblätter der Deutschen Hugenotten-Gesellschaft, Bd. 48), umfassend überarbeitete Texte der vom 15. Mai bis 31. August 2011 im Deutschen Hugenotten-Museum in Bad Karlshafen gezeigten Sonderausstellung Franzosen up’n Dorpe. Hugenotten- und Waldenserdörfer in Nordhessen, Deutsche Hugenotten-Gesellschaft,  Bad Karlshafen 2012, ISBN 978-3-930481-34-7; Inhaltsverzeichnis
- Êziden. Geschichte – Religion – Kultur (= Quellen und Darstellungen zur Geschichte des Landkreises Celle, Band 11), 2. überarbeitete und aktualisierte Auflage, Hrsg. Landkreis Celle, Kreisarchiv und Stelle für Integration und Migration, Celle 2016, ISBN 978-3-9817176-0-0; Inhaltsverzeichnis